# Kėdainiai
Kėdainiai Litvánia egyik legrégibb városa, a Nevėžis-folyó partján fekszik. Első említése 1372-ből való, Hermann de Wartberge Livóniai krónikájá-ban. 2001-ben a lakosság száma 32 048 volt. Kédainiai 17. századi belvárosa az egyik legrégebbi Litvániában.
A korábbi városháza, a rektorok háza, a Szent György-templom, a református templom, a skót kereskedők háza mind jelentős építészeti emlék. A város egyediségét az adja, hogy mindenkinek, aki a városba jött, egy téglát kellett magával hoznia, ami a város építését szolgálta. Kėdainiai északi részén található  egy érdekes építmény: Litvánia egyetlen minaretje.
A város a környék adminisztrációs központja. A közelben helyezkedik el az ország földrajzi központja, Ruoščiai.

## Története
A 17. században, a Lengyel–Litván Unió és a svédek közötti harcokban több csata is zajlott a város környékén. 1655-ben egy rövid életű békét hoztak létre kėdainiai unió néven, melyet a Radziwiłł család két tagja írt alá a kėdainiai kastélyban. A kastélyban található   egy református templom (1631), ahol a család két jelentős tagja, Krysztof és a fia, Janusz nyugszik.
1940-ben a város mintegy 300 diáknak és tanárnak adott menedéket, akik  miri jesivából menekültek oda. A hidegháború alatt a városban légibázis működött. 1989 óta Kėdainiai testvérvárosa a német Sömmerda.